# Alec Mapa
Alejandro "Alec" Mapa é um actor, comediante e escritor filipino-americano, nascido em San Francisco em 10 Julho de 1965.